# 友谊路 (上海)
友谊路，是上海宝山區的一條街道。牡丹江路向南延伸前是宝山鎮第2主干道，仅次于牡丹江路。早期宝山镇的规模大约在友谊路兩侧。东起临江公园，西至同济路，过同济路后是友谊西路直至宝钢。大约1997年后线路延伸过宝钢铁路直通蕰川路，2002年后再拓宽路面。
现在的友谊路是连接宝山镇和杨行镇的宽行道，和宝杨路基本平行。